# Holtzwihr
Holtzwihr è un comune francese di 1 370 abitanti situato nel dipartimento dell'Alto Reno nella regione del Grand Est.
L'area del comune è di 6,45 km², la popolazione è di 1 300 persone (2006), 1 358 persone (2012), 1 370 persone (2019).

## Società

### Evoluzione demografica
Abitanti censiti